# NGC 2544
NGC 2544 је спирална галаксија у сазвежђу Жирафа која се налази на NGC листи објеката дубоког неба.
Деклинација објекта је + 73° 59' 18" а ректасцензија 8h 21m 40,3s. Привидна величина (магнитуда) објекта NGC 2544 износи 13,0 а фотографска магнитуда 13,9. Налази се на удаљености од 41,3000 милиона парсека од Сунца. NGC 2544 је још познат и под ознакама UGC 4327, MCG 12-8-34, MK 87, IRAS 08159+7409, KCPG 160A, KUG 0815+741, CGCG 331-36, PGC 23453.